# Jean-Baptiste Philémon de Cuvillon
Jean-Baptiste Philémon de Cuvillon (Dunkerque, 13 maggio 1809 – Fontainebleau, 26 marzo 1900) è stato un violinista e compositore francese.

## Biografia
Jean-Baptiste Philémon de Cuvillon nacque il 13 maggio 1809 a Dunkerque.
Fu allievo di François-Antoine Habeneck al Conservatorio di Parigi, dove ottenne un primo premio nel 1826, prima di dedicarsi alla composizione con Reicha e poi allo studio del diritto.
Per Aristide Farrenc, è uno di quelli che hanno meglio conservato  «le tradizioni della bella scuola fondata in Francia da Viotti, illustrata poi da Rode, Kreutzer, Baillot e Lafont».
Come compositore, Cuvillon è autore di concerti e fantasias.
Come musicista d'orchestra, fu primo violino della Société des concerts du Conservatoire dal 1830 al 1866 e dell'orchestra della Camera di Luigi Filippo.
Come interprete, Cuvillon si distinse in particolare nel campo della musica da camera. È amico di Hector Berlioz, Charles Gounod e Camille Saint-Saëns, tra gli altri.
Nel 1847 sposa Claire-Laurentine Planquette, figlia di Louis-Victor Planquette.
Come pedagogo, nel 1864 apre un corso di accompagnamento e musica d'insieme nella sua abitazione in Cité Vindé, 17 boulevard de la Madeleine.
Jean-Baptiste Philémon de Cuvillon muore il 27 marzo a Fontainebleau.